# Andrea Pascual Barroso
Andrea Pascual Barroso (Madrid, 3 de març de 1940) és una periodista castellana.
Instal·lada a Catalunya, treballà a la ràdio, i posteriorment ha fet diverses publicacions, entre les quals la Guia de Pedraza, piedra a piedra (Sabadell 1992), sobre la població d'on prové la seva família, i Pere Borrell del Caso (Puigcerdà 1835-Barcelona 1910): l'obra artística d'un mestre de pintors (Barcelona 1999), completa monografia sobre aquest pintor realista català -de qui ha fet altres publicacions-, que inclou un ampli catàleg raonat de la seva obra. Ha comissariat l'exposició «Homenatge centenari Pere Borrell» (Casino Ceretà, Puigcerdà, 2010). Amb motiu de l'exposició, ha pronunciat diverses conferències.

## Font
- «Cerca a la Biblioteca de Catalunya». [Consulta: 2 octubre 2012].[Enllaç no actiu]